# 普雷茨 (梅克伦堡-前波美拉尼亚州)
普雷茨（德語：Preetz）是德国梅克伦堡-前波美拉尼亚州的市镇，隶属于前波美拉尼亚-吕根县，总面积为14.15平方千米，截至2020年总人口为1038人。